# Sony Xperia J
De Sony Xperia J is een Android-smartphone van het Japanse conglomeraat Sony uit 2012.
De telefoon is een mid-range smartphone, gemaakt met aandacht voor design. De Xperia J heeft een Qualcomm-processor van 1 GHz, 4 GB aan opslaggeheugen (dat uitbreidbaar is), een 5 megapixel-camera aan de achterkant en een camera met een VGA-resolutie aan de voorkant om te kunnen videobellen. De smartphone was leverbaar in het zwart, wit, roze en goud.

## Scherm
Het beeldscherm heeft een schermdiagonaal van 10,1 cm (4 inch) met een resolutie van 854 x 480 px. Het aanraakscherm is krasbestendig en ondersteunt multitouch-gebaren. De Xperia J maakt gebruik van HD Reality Display-technologie en het 'BRAVIA-engine' van Sony. Door deze twee technieken wordt het scherm mooier weergegeven.

## Software

### Besturingssysteem
De Sony Xperia J heeft als besturingssysteem standaard Android 4.0, maar kan geüpdatet worden naar Android 4.1.2. Net zoals vele andere Androidfabrikanten, gooit Sony een eigen grafische schil over het toestel, het Timescape UI, waarin Facebook en Twitter standaard zijn ingebouwd.

### Muziek
De telefoon is verbonden met het Sony Entertainment Network, dat gebruikers toestaat tot Music & Video Unlimited, een speciale streamingsapp vergelijkbaar met Deezer of Spotify. Het Japanse bedrijf heeft de muziekapplicatie vernoemd naar "WALKMAN", de muziekspeler van Sony. In de telefoon zal ook gebruik worden gemaakt van de audiotechnologie 3D surround sound met xLOUD. Volgens het bedrijf moet het geluid en de bas hierdoor veel sterker en helderder zijn. Ook zegt het bedrijf het geluid uit de oordopjes te hebben verbeterd.